# Івкова
Івкова (пол. Iwkowa) — село в Польщі, у гміні Івкова Бжеського повіту Малопольського воєводства.
Населення — 2736 осіб (2011).

## Географія
У селі бере початок річка Білка та потік Зеліна Юрковська.

## Демографія
Демографічна структура станом на 31 березня 2011 року:
|          | Загалом | Допрацездатний вік | Працездатний вік | Постпрацездатний вік |
| -------- | ------- | ------------------ | ---------------- | -------------------- |
| Чоловіки | 1369    | 349                | 870              | 150                  |
| Жінки    | 1367    | 344                | 742              | 281                  |
| Разом    | 2736    | 693                | 1612             | 431                  |